# طشان
طشان یکی از روستاهای بحرین است، اکثریت جمعیت طشان به زبان فارسی به عنوان زبان اول صحبت می کنند.